# スズム
スズム（英: suzumu、1992年4月19日（33歳） - ）は、日本の静岡県出身のソングライター・ボカロPである。サークル「KEMU VOXX」「あすかそろまにゃーず」の元メンバー。

## 経歴
中学校3年生の秋頃に推薦受験で高校進学を決め、その冬から家に引きこもっていた。
その際、受験の終了に伴い、静岡の実家にインターネットが導入されたことをきっかけに、当時始まったばかりであった動画投稿サイト「ニコニコ動画」を見るようになったという。
その後、MAD動画から入り、「演奏してみた」や「初音ミク」などのカテゴリに触れていった。
高校2年生（17歳）のときからフリーソフトや機材を買い集めていた際、知り合いの叔父からギターを譲り受けたことから音楽活動を始めたという。ただし、通っていた高校はバンド活動を文化祭以外の時以外は禁止していたため、バンド演奏の経験はあまりないと話している。
初期はファミリーマートの入店音のコピーなどを行い、後に高校3年生頃にコンテストで一般の部に応募して賞を受賞し、市のイベントのテーマソングや着うたの打ち込みのアルバイトを行ったという。
名古屋でアルバイトをしていた経験から、名古屋住みの「演奏してみた」系の音楽家で、後に「logical emotion」を結成した3人、タブクリア店長、drmや、当時高校生だったまらしぃとも知り合いだったと話している。尚、まらしぃと知り合ったのは、まらしぃの文化祭のライブを手伝ったことがきっかけだったという。
2011年1月、オリジナル曲に納得できなかったことから、カバー楽曲を初めてニコニコ動画に投稿している。
2012年の春に同人イベント「THE VOC@LOiD M@STER」に呼ばれた後、打ち上げの席で150Pに誘われたことがきっかけとなり、同年から音楽と小説のメディアミックス企画『終焉ノ栞プロジェクト』の作詞家・原作者・ストーリーテラーとして参加している。
2013年には150Pが首謀者となっているメジャーアルバム『終焉-Re:write-』への楽曲提供や、楽曲をノベライズした『終焉ノ栞』を刊行している。尚、小説の執筆は『終焉ノ栞』が初めてだったという。
2013年に自身初のオリジナル楽曲『過食性:アイドル症候群』を投稿し、それを聴いたプロデューサーの人から誘われて、同年に「あすかそろまにゃーず」の盟友であるシンガー・そらるとともにアニメ『ダンガンロンパ The Animation』のエンディングテーマに起用された楽曲『絶望性:ヒーロー治療薬』をシングルとして発表している。
2015年2月にはメジャー・デビュー・アルバム『八日目、雨が止む前に。』をリリースしている。

## 人物
小さい頃に姉に怖い話を聞かされたときのトラウマから未だにホラー作品が苦手ではあるものの、後味が悪い作品や不思議な雰囲気がある作品が好きだったことから都市伝説関連のものやドラマ『世にも奇妙な物語』をよく観ていたと話している。
中学時代にはORANGE RANGE、YUI、BUMP OF CHICKENなどの楽曲を聴いていたが、音楽的に最も大きな影響を受けたのはsupercellのryoだったと話している。

## スズム節
ニコニコ動画で投稿された動画にはしばしば「スズム節」というコメントがつけられていた。これに対して、スズムは、スズム節「BPM200くらいのテンポで四つ打ちのリズムでうるさいギターとガチャガチャしたピアノの音が入っている曲」のことではないかと分析している。また、スズムはスズム節が生まれた背景には、個性的で派手なプレイが見られやすいカテゴリである「演奏してみた」が自身のバックボーンの一つにあったからと分析している。

## 活動停止
2015年2月のインタビューで、アルバムを作成したことから、「スズム」としての活動をそろそろ引退する予定であったとする旨の話を出している。
2015年10月10日に突然、公式ブログで「スズム」としての一切の活動を終了することを発表した。引退に関しては、「自分が行っていない作詞・作曲・アレンジ・演奏を自分が行ったもののように伝え、それを自身の利益としていたこと」「各所に当事者にとっては不利益となる、事実ではない情報を吹聴してしまったこと」「自分の管理不足で金銭的な迷惑をかけたこと」の3つを主な理由として挙げているが、詳細は当事者の意向もあり非公開とされた。
これ以降、スズム名義での活動は行っていない。

## 作品

### 楽曲

#### シングル
| 年月日       | タイトル               | 収録楽曲 | 出典   |
| ------------ | ---------------------- | --- | ------ |
| 2015年2月4日 | 八日目、雨が止む前に。 | 1. Manifesto (instrumental) 2. 人類五分前仮説 3. 灰色少年ロック 4. 心臓コネクト 5. Promulgation (instrumental) 6. あのタイムトンネルを抜けて。 7. イグジスタンス 8. レトルトアイロニー 9. Enactment (instrumental) 10. 革命性：オウサマ伝染病 11. 世界寿命と最後の一日 12. 八日目、雨が止む前に。 13. Execution (instrumental) | [ 17 ] |

#### CD
| 年月日       | タイトル                                                                        | 収録楽曲 | 出典   |
| ------------ | ------------------------------------------------------------------------------- | --- | ------ |
| 2013年9月4日 | TV ダンガンロンパ THE ANIMATION ED「絶望性:ヒーロー治療薬」/スズム feat. そらる | 全作詞・作曲・編曲：スズム 1. 絶望性:ヒーロー治療薬 feat.そらる 2. 灰色少年ロック feat.そらる 3. 世界寿命と最後の一日 feat.そらる | [ 11 ] |

#### CD内楽曲提供
| 楽曲タイトル         | 担当             | 歌手         | 出典   |
| -------------------- | ---------------- | ------------ | ------ |
| 愛迷エレジー         | アレンジ         | そらる       | [ 11 ] |
| ニセモノ注意報       | 作詞             | アンダーバー | [ 18 ] |
| アンデッドエネミー   | 作詞・作曲・編曲 | アンダーバー | [ 18 ] |
| とある国王の体操第一 | 作詞・作曲・編曲 | アンダーバー | [ 18 ] |
| ハッピーサウンド     | 編曲             | アンダーバー | [ 18 ] |
| まじしゃんず☆さまー  | 作詞             | アンダーバー | [ 18 ] |

### 小説
- 『終焉ノ栞』シリーズ（著: スズム、MF文庫J〈KADOKAWA〉）[19]
- 『終焉ノ栞参 終末‐Re:write-』（著: スズム、カバー・口絵イラスト: さいね、本文イラスト: こみね、主犯: 150P、MF文庫J〈KADOKAWA〉）[20]
- 『終焉ノ栞詩 欠落‐Re:code‐』（著: スズム、カバー・口絵イラスト: さいね、本文イラスト: こみね、主犯: 150P、MF文庫J〈KADOKAWA〉）[21]
- 『世界寿命と最初の七日間 ‐雨宿り街短編集‐』（著: スズム、イラスト: くろのくろ、キャラクターデザイン: さいね、ときち、くろのくろ、MF文庫J〈KADOKAWA〉）[22]

## 影響

### kemu（堀江晶太）
ボカロPのkemuこと堀江晶太は、kemu voxxの方針や動かし方のアドバイスに関して、スズムからアドバイスを多く受けていたと話しており、彼の意見や発想がなければ、kemu voxxにあるこれまでの作品はなかったとまで話している。

### 天月
歌手の天月-あまつき-は、ボーカロイド曲『天ノ弱』を自分の中で形にできなかった際に、スズムからの声掛けで自分なりの『天ノ弱』を歌えたと話している。

### そらる
シンガーソングライターのそらるは、スズムとは長い付き合いがあり、『絶望性: ヒーロー治療薬』を始めとして複数の楽曲でコラボを行っている。スズムによれば、ろんという歌い手の方を通して知り合ったと話している。『歌ってみたの本 September 2013』では、スズムとそらるの対談が掲載された。

### まふまふ
かつて「スズム君みたいなアレンジがしたい」と述べており、アレンジャーとしてのスズムを尊敬していたことが窺える。また、他のボカロPとともに交流することが多かった。